# Irazunus reimoseri
Irazunus reimoseri är en mångfotingart som beskrevs av Carl Graf Attems 1933. Irazunus reimoseri ingår i släktet Irazunus och familjen Fuhrmannodesmidae. Inga underarter finns listade i Catalogue of Life.